# غريغ كينير
غريغوري كينير (بالإنجليزية: Greg Kinnear)‏ من مواليد 17 يونيو 1963 ممثل أمريكي رُشح لجائزة الأوسكار كأفضل ممثل وحاصل على جائزة نقابة ممثلي الشاشة كأفضل فريق ممثلين عن دورهم في فيلم ملكة جمال أطفال سنشاين.

## وصلات خارجية
- غريغ كينير على موقع IMDb (الإنجليزية)
- غريغ كينير على موقع روتن توميتوز (الإنجليزية)
- غريغ كينير على موقع ألو سيني (الفرنسية)
- غريغ كينير على موقع ميوزك برينز (الإنجليزية)
- غريغ كينير على موقع تيرنر كلاسيك موفيز (الإنجليزية)
- غريغ كينير على موقع أول موفي (الإنجليزية)
- غريغ كينير على موقع بوكس أوفيس موجو (الإنجليزية)
- غريغ كينير على موقع قاعدة بيانات الأفلام السويدية (السويدية)
- غريغ كينير على موقع إن إن دي بي (الإنجليزية)
- غريغ كينير على موقع ديسكوغز (الإنجليزية)
- "Greg Kinnear interview". مؤرشف من الأصل في 2008-02-11.
- Greg interview on WHO.com